# 夜のアルバム
『夜のアルバム』（よるのあるばむ、英題:SONGS AROUND MIDNIGHT）は、2012年10月10日にエマーシー・レコードから発売された八代亜紀のカバー・アルバムである。

## 概要
先行配信限定シングル「フライ・ミー・トゥ・ザ・ムーン」を含む自身初となるジャズ・カバー・アルバム。
収録された12曲すべてを小西康陽がプロデュースを手がけ、世界75カ国で配信が行われた。
八代自身は本作に関して「スタンダード・ナンバーと流行歌。わたしがナイトクラブで歌い始めた頃を思い出して作りました。」と述べている。
高音質のSHM-CDにて発売され、LPレコードが2013年と2022年の2度にわたって発売された。

## 収録曲
1. フライ・ミー・トゥ・ザ・ムーン
2. クライ・ミー・ア・リヴァー
3. ジャニー・ギター
4. 五木の子守唄〜いそしぎ
5. サマータイム
6. 枯葉
7. スウェイ
8. 私は泣いています
9. ワン・レイニー・ナイト・イン・トーキョー
10. 再会
11. ただそれだけのこと
12. 虹の彼方に